# Kostel Zvěstování Panny Marie (Úlibice)
Kostel Zvěstování Panny Marie je římskokatolický orientovaný filiální kostel v obci Úlibice, patřící do farnosti Železnice. Je chráněn jako kulturní památka České republiky.

## Poloha
Kostel stojí v centru obce u hlavní silnice I/35 na malém návrší nad Úlibickým potokem.

## Historie
První písemná zmínka o obci z roku 1355 dokumentuje přifaření osady Řeheč, tedy již v té době byl v obci kostel. Na jeho místě byl nový barokní kostel postaven roku 1716. Při opravě roku 1821 byla v západním průčelí přistavěna věž a v lodi byl vybudován nový strop. Začátkem 21. století dostal kostel novou střechu, ale je značně zchátralý.

## Architektura
Jednolodní obdélná stavba s půlkruhově uzavřeným presbytářem se sakristií.

## Interiér
Zařízení kostela je původní z doby výstavby kostela.

## Varhany
Varhany jsou dílem pražského varhanáře Karla Schiffnera z roku 1876.

## Bohoslužby
Pravidelné bohoslužby se v kostele nekonají.

## Galerie

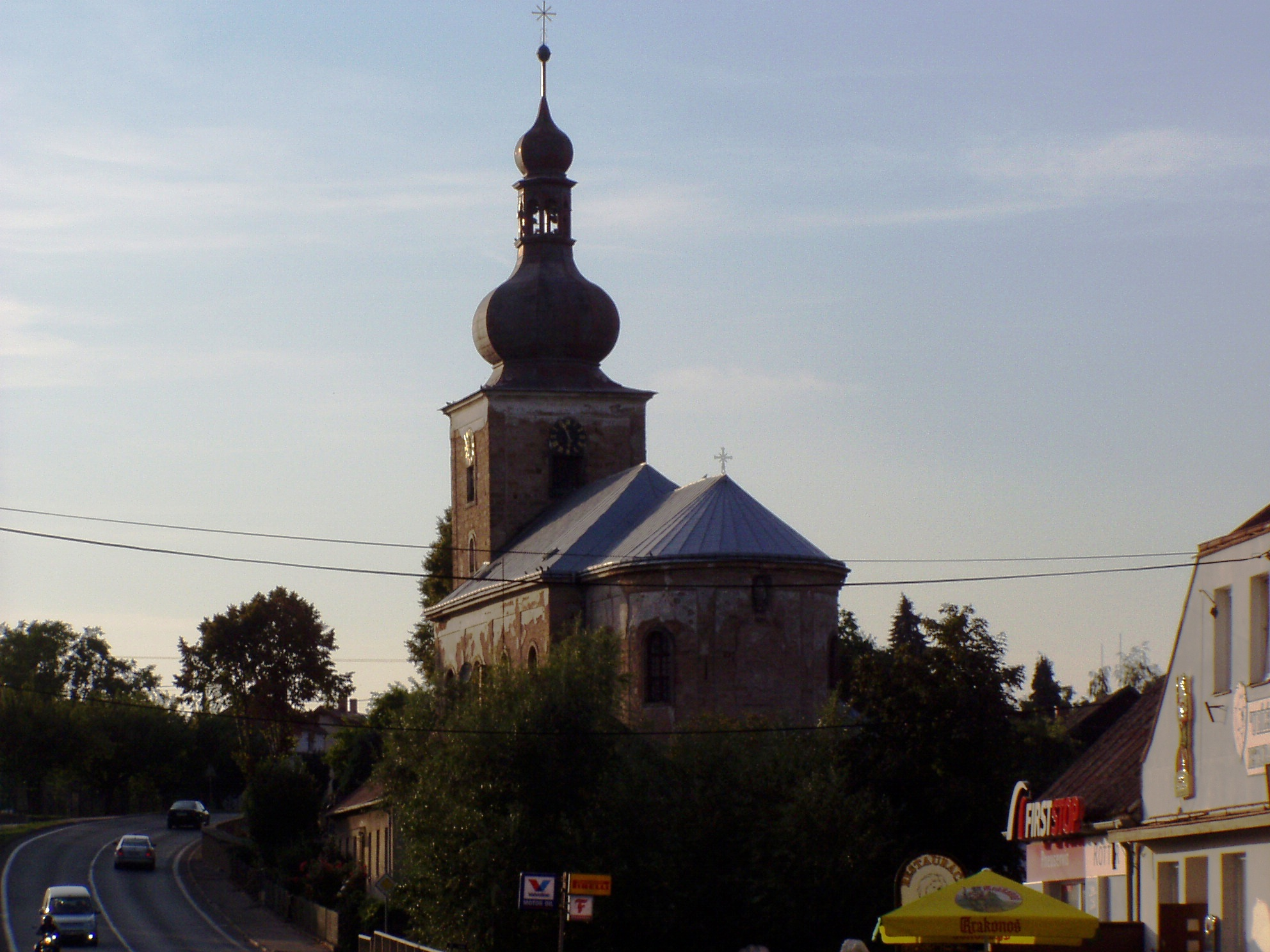